# Asio otus
Il gufo comune (Asio otus Linnaeus, 1758) è un uccello rapace facente parte della famiglia degli Strigidi. Diffuso nell'America del Nord, in Europa e in Asia, vive principalmente nei boschi e nelle foreste di conifere.

## Descrizione
Il gufo comune è caratterizzato da tipici ciuffi sulle orecchie, semplici piume che non incidono sul funzionamento dell'apparato uditivo, peraltro finissimo. È un animale esclusivamente notturno; caccia una grande varietà di piccoli animali, quali topi, toporagni (Sorex araneus), talpe (Talpa europaea), scoiattoli, pipistrelli, ratti, uccelli e insetti. Durante il giorno dorme nelle cavità degli alberi o in vecchi ruderi, perfettamente mimetizzato dal piumaggio.
Le sue dimensioni variano fra i 35 e i 40 cm di lunghezza, con un'apertura alare di 90–100 cm.
Il gufo non può muovere gli occhi, in compenso riesce a ruotare la testa di ben 270°.

## Biologia

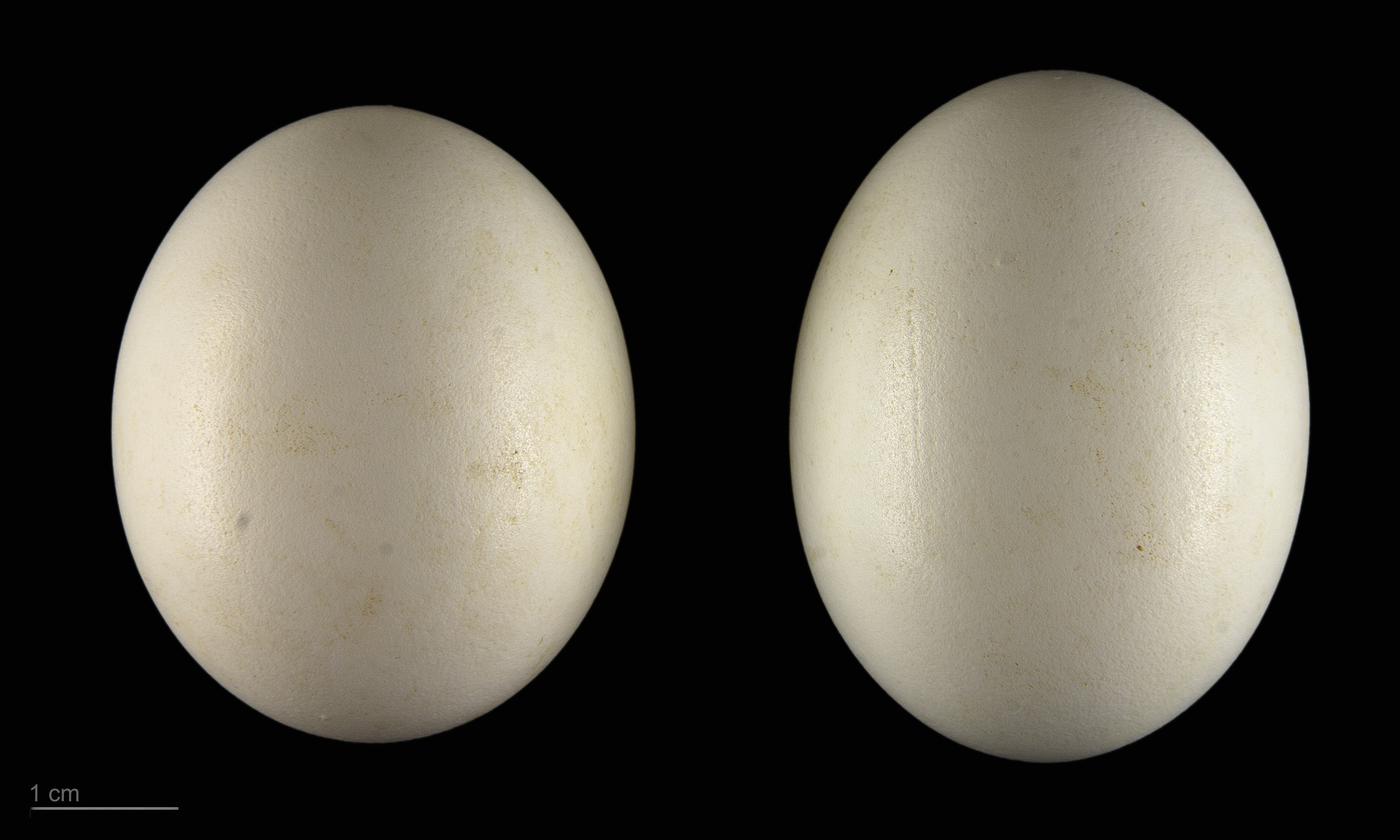
Uovo di Asio otus otus - Museo di Tolosa

Nidifica tra marzo e maggio, in base alla zona; quando c'è cibo a sufficienza può fare due covate. La femmina depone da 3 a 10 uova, la media è di 4 o 5 per covata, nel nido di un'altra specie o in quello di uno scoiattolo. Se non trova nidi di questo genere depone le uova sul suolo, sotto un albero o un arbusto. Cova le uova per 26-28 giorni; in questo periodo e fino a dopo la schiusa, la femmina viene nutrita dal maschio. I piccoli lasciano il nido dopo 3-4 settimane.
È l'unico rapace notturno che in inverno si aggrega in dormitori, selezionando posatoi su alberi, sovente anche in aree urbane. Da dicembre a febbraio, i gufi comuni trascorrono le proprie giornate sullo stesso albero dal quale poi s'involano la sera, per andare a caccia. Gli individui di gufo comune presenti in un dormitorio sono originari del territorio circostante ma una parte di questi arriva anche da soggetti svernanti che arrivano anche da altre nazioni. All'inizio della primavera si disperdono, abbandonando il dormitorio ("roost"), per accoppiarsi e nidificare. Il sistema migliore per censire i gufi comuni svernanti consiste proprio nel ritrovare un dormitorio e contare gli animali presenti.
I gufi si intrattengono sullo stesso ramo per tutto l'inverno e, spesso, rimangono fedeli negli anni allo stesso posatoio. Il probabile significato di questo comportamento sociale potrebbe essere di protezione reciproca ma anche di scambio di informazioni sulle disponibilità trofiche, ovvero i luoghi dove bisogna andare a cacciare.
Il verso è un grido abbastanza forte, simile ad altri uccelli del suo genere tassonomico.
Alcune popolazioni settentrionali migrano durante l'inverno verso sud (Messico, Egitto, India) ritornando nella loro abituale zona di diffusione la primavera successiva.

## Nella cultura di massa
- “Gufare”, nel registro colloquiale, vuol dire portare sfortuna.
- Per via del loro verso cupo, la natura schiva e le abitudini notturne, i gufi vengono spesso rappresentati come creature oscure e maligne, oppure nel ruolo di "uccelli del malaugurio".
- Nella tradizione fiabesca e nel mondo dell'animazione, il gufo è quasi sempre rappresentato come un animale saggio ed erudito, che diffonde la sua cultura a tutta la comunità animale con cui entra in contatto, ma è anche molto pignolo e permaloso. Validi esempi sono Anacleto, il gufo che vive con Merlino ne La spada nella roccia della Disney, Uffa, il gufo abitante del famoso Bosco dei Cento Acri che è teatro delle avventure di Winnie the Pooh, il gufo di BambiBambi, Grandma in Red e Toby - Nemiciamici e il Grande Gufo del film Brisby e il segreto di Nimh (anche se quest'ultimo non è affatto permaloso).
- I gufi trovano ampio spazio nella popolarissima saga di Harry Potter, nella quale hanno il compito di recapitare la posta dei maghi.
- Nel manga e nell’anime Haikyū!! i gufi sono il simbolo della Fukurōdani; infatti, il capitano (Bokuto Kōtarō) presenta tratti peculiari per cui può essere associato a questi animali.
- Nel film Il regno di Ga'Hoole - La leggenda dei guardiani, i gufi (insieme ad altri rapaci notturni) sono i personaggi principali.
- Nella serie I segreti di Twin Peaks i gufi sono indicati come una delle forme in cui può incarnarsi BOB.
- Nella serie a fumetti Watchmen, terminata con il dodicesimo numero, e, successivamente, arricchita con differenti prequel fumettistici, il personaggio Nite Owl I, così come Nite Owl II, trae il proprio nome dal gufo: difatti, il suo stesso nome rimembra una delle abitudini del gufo, nonché la veglia notturna, e la conseguente caccia. Inoltre, nella stessa saga, il secondo Nite Owl utilizza un'astronave denominata "Archie" o "Cleto", diminutivo del noto Anacleto, animale domestico del Mago Merlino de La spada nella roccia.
- In Italia si svolge dal 2007, il più grande evento mondiale dedicato ai gufi: il Festival dei gufi celebra i gufi e rapaci notturni con una rassegna di cultura che prevede mostre, dibattiti, convegni scientifici con molti ospiti internazionali. È un evento molto popolare ed ha raggiunto in alcune edizioni oltre 25 000 visitatori.

## Galleria d'immagini

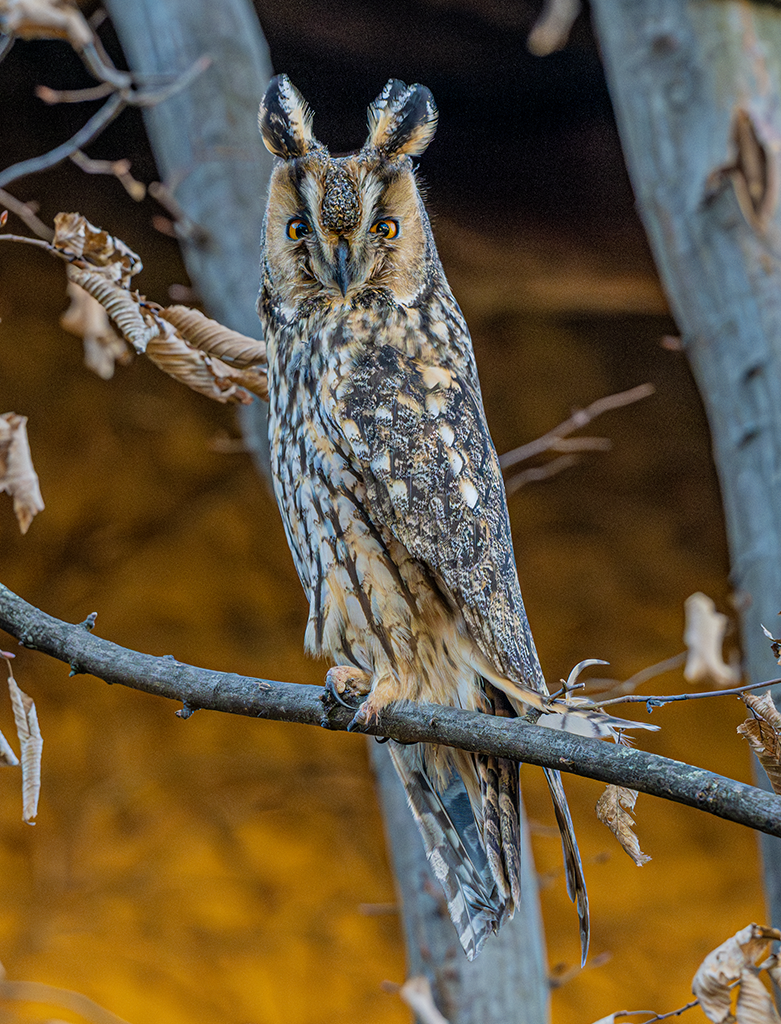
Gufo comune-Cantalupo, fraz. Cerro Maggiore (MI)
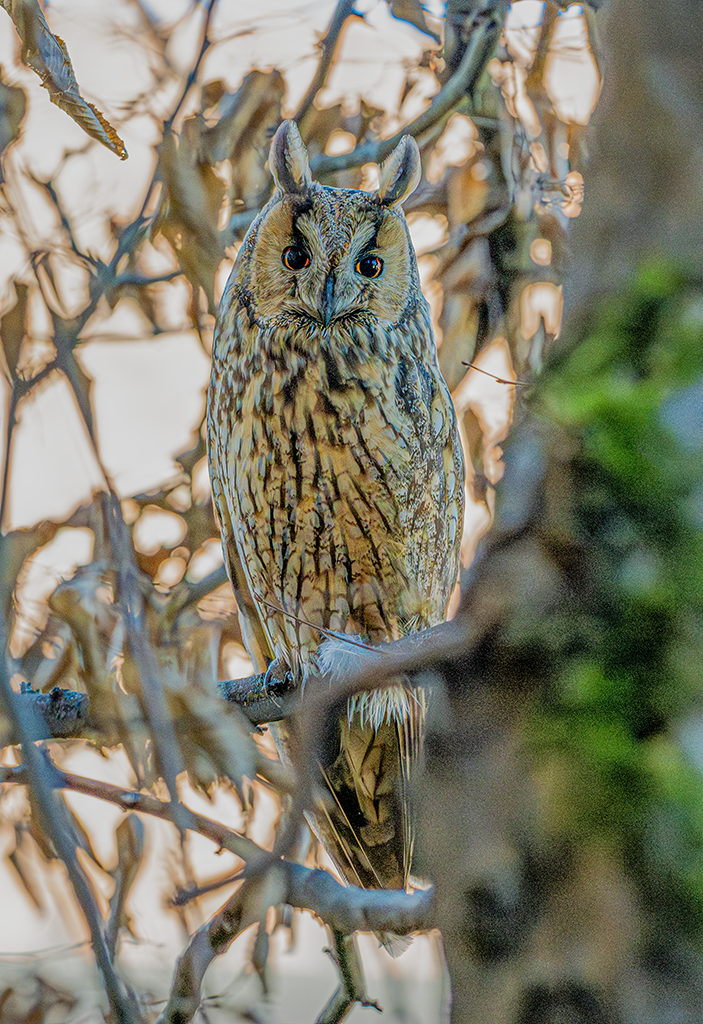
Gufo comune-Cantalupo, fraz. Cerro Maggiore (MI)
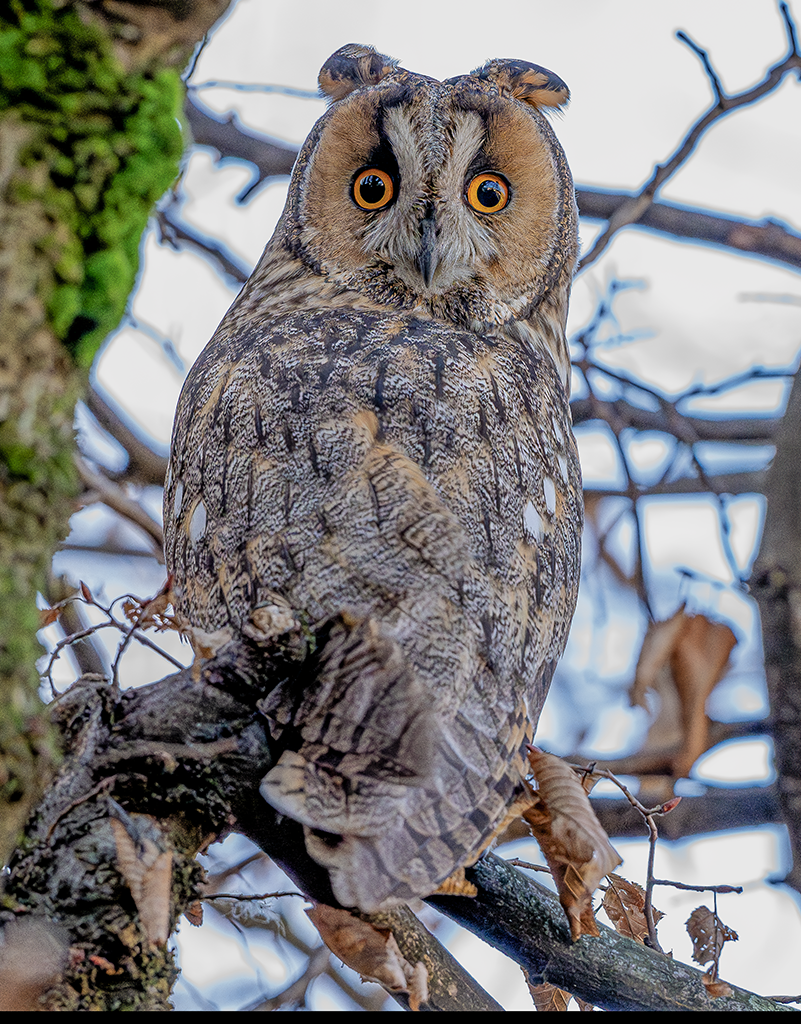
Gufo comune-Cantalupo, fraz. Cerro Maggiore (MI)
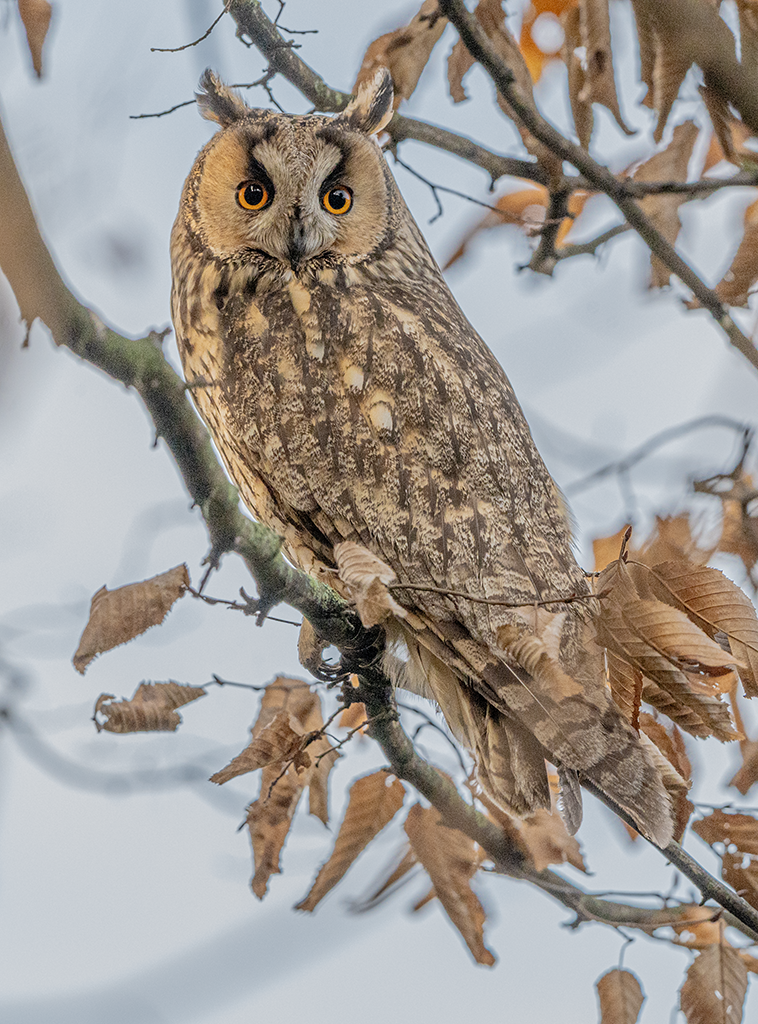
Gufo comune-Cantalupo fraz. Cerro Maggiore (MI)
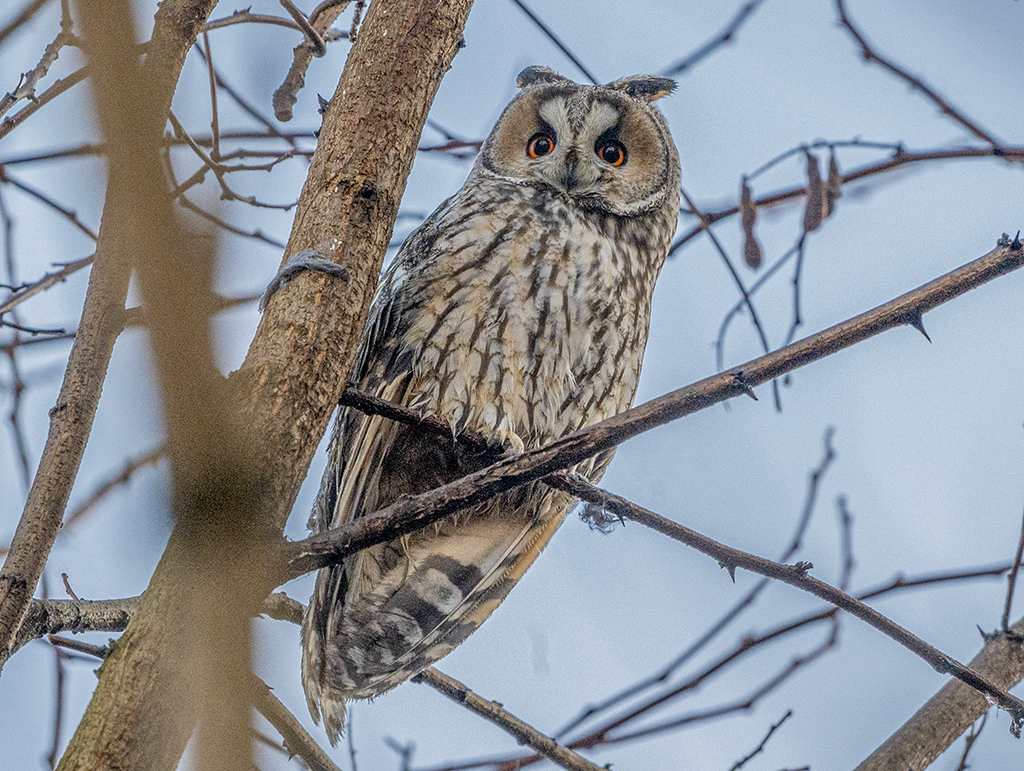
Gufo comune-Buronzo (VC)
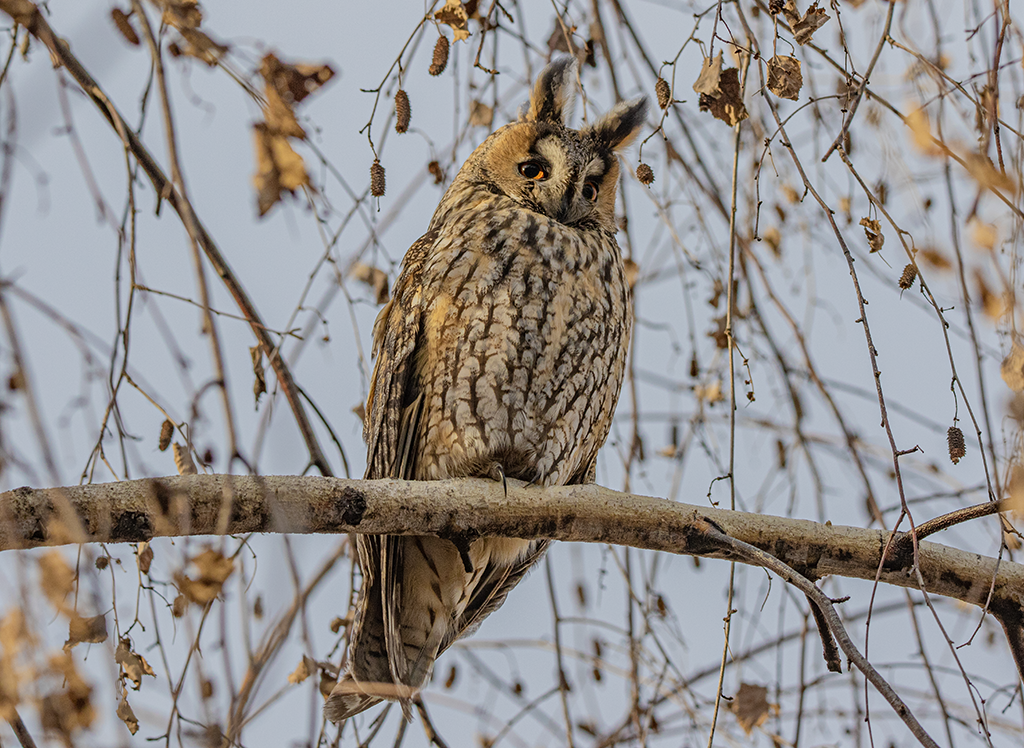
Gufo comune-Seregno loc. San Carlo (MB)